# Румплер G.I/III
Румплер G.I/III (нем. Rumpler G.I/III) је фамилија двомоторних, двокрилних авиона, стратешки бомбардери које је у току Првог светског рата развила и производила немачка фирма Rumpler Flugzeugwerke GmbH за потребе немачког ваздухопловства.

## Пројектовање и развој
Још 1914. године инж. Едмунд Румплер је почео рад на пројекту 4A15 двомоторног авиона. Имао је идеју да направи путнички авион за 12 особа и прелет од 250 км. Нажалост почетак Првог светског рата прекинуо је рад на овом пројекту. Када се Немачко ваздухопловство појавило са захтевом за пројектовање великог авиона који је намењен бомбардерским активностима, инж. Румплер је приступио прилагођавању пројекта 4A15 новим захтевима. На тај начин је настао нови прототип авиона 5A15 који је добио ознаку према класификацији Немачког ваздухопловства Румплер G.I.  Авион је први пут полетео 1915. године и био је то први немачки двомоторни велики авион-бомбардер.
Био је за то време авион класичне градње: дрвена конструкција обложена дрвеном лепенком или платном.

## Технички опис
Труп авиона је потпуно дрвене конструкције и састоји се од две секције: прамчани део са местом за извиђача, спремишта за бомбе и са кабинама за пилота и посматрача и задњи део са репом авиона. Прва секција је потпуно обложене шперплочама. Дрвена конструкција репног дела трупа, која је била истоветна као конструкција осталог дела трупа, била је обложена облогом од импрегнираног платна.
Румплер G.I/III су били двокрилаци са крилима правоугаоног облика. Крила су имала класичну дрвену структуру покривену платном. Крилца за управљање авионом су се налазила само на горњим крилима. Горња и доња крила су била између себе повезана упорницама и затезачима од клавирске челичне жице.  Са сваке стране крила су имала по два пара упорница. Репне, површине биле су обликоване дрвеном структуром и обложене платном.
Основни део стајног трапа се састоји од челичне конструкције са два точка која је постављена испод сваке гондоле мотора, са којима је чинила саставни део. Помоћни део стајног трапа су удвојени точкови који су монтирани на кљуну авиона и који омогућавају безбедније полетање и слетање авиона. Трећа ослона тачка авиона је била дрвена еластична дрљача уграђена испод репа авиона.
Овај авион је обично био наоружан са 2 митраљеза Парабелум LMG 14 калибра 7,92 mm. Поред митраљеза са комплетом муниције од 500 метака за сваки митраљeз, авион је могао да понесе 200 до 250 kg бомби, у зависности од типа авиона.

## Варијанте
- 4A15 - Прототип са мотором Benz Bz.III.
- 5A15 - G.I - Производна верзија са једним митраљезом и моторима Benz Bz.III или Mercedes D.III (направљено око 60 комада)
- 5A16 - G.II - Производна верзија са мотором  и два митраљеза (направљено око 72 комада).
- 6G2 - G.III - Производна верзија са мотором  и два митраљеза (направљено око 90 комада).

### Технички подаци фамилије авиона  Румплер G.I/III[1]
| Величине           | Румплер G.I        | Румплер G.II      | Румплер G.III         |
| ------------------ | ------------------ | ----------------- | --------------------- |
| Година производње  | 1915.              | 1916.             | 1916.                 |
| Намена             | бомбардер          | бомбардер         | бомбардер             |
| Посада             | 3                  | 3                 | 3                     |
| Дужина             | 11,80 m            | 11,80 m           | 12,00 m               |
| Размах             | 19,30 m            | 19,30 m           | 19,30 m               |
| Висина             | 4,00 m             | 4,00 m            | 4,50 m                |
| Површина крила     | 78,70 m²           | 78,70 m²          | 73,00 m²              |
| Маса празног       | 1.998 kg           | 1.990 kg          | 2.365 kg              |
| Полетна маса       | 2.938 kg           | 2.990 kg          | 3.620 kg              |
| Погон (мотор)      | Benz Bz III 150 KS | Benz Bz IV 200 KS | Mercedes D.IVa 260 KS |
| Највећа брзина 0 m | 150 km/h           | 170 km/h          | 165 km/h              |
| Плафон лета        | 4000 m             | 5000 m            | 5000 m                |
| Долет              | 600 km             | 700 km            | 700 km                |
| Успон              | 103 m/min          | 115 m/min         | 135 m/min             |
| Наоружање митраљез | 1 х MG 14          | 2 х MG 14         | 2 х MG 14             |
| Тежина бомби       | 200 kg             | 250 kg            | 250 kg                |

## Оперативно коришћење
Укупно је произведено 222 авиона свих типова фамилије G. Авиони су оперативно коришћени све до краја 1917. године. Интересантан је податак да савезници нису заробили ни један авион ове фамилије.

## Земље које су користиле овај авион
- Немачко царство